# Sparganothis praecana
Sparganothis praecana is een vlinder uit de familie bladrollers (Tortricidae). De wetenschappelijke naam is voor het eerst geldig gepubliceerd in 1900 door Kennel.
De soort komt voor in Europa.